# Associazione Calcio Venezia 1929-1930
Questa pagina raccoglie i dati riguardanti l'Associazione Calcio Venezia nelle competizioni ufficiali della stagione 1929-1930.

## Stagione
Nella stagione 1929-1930 il Venezia allenato dal tecnico austriaco Rudolf Stanzel disputa il primo campionato di Serie B a girone unico, vi raccoglie 37 punti con il settimo posto finale. Andamento costante quello del Venezia nel torneo cadetto, perché anche al termine del girone di andata la squadra neroverde era settima con 18 punti. Il campionato è iniziato con un passo falso, la rinuncia dei veneti a raggiungere Fiume, per onorare la prima giornata del torneo. Sono salite in Serie A il Casale con 49 punti ed il Legnano con 46 punti. Miglior marcatore della stagione lagunare è stato il Fiumano Giorgio Rossi che ha firmato 18 reti.

## Rosa
| N. |                   | Ruolo | Calciatore          |
| -- | ----------------- | ----- | ------------------- |
|    | Italia (bandiera) | D     | Angelo Bianchi      |
|    | Italia (bandiera) | A     | Vittorio Bonello    |
|    | Italia (bandiera) | A     | Serafino Carrera    |
|    | Italia (bandiera) | D     | Pietro D'Este       |
|    | Italia (bandiera) | P     | Luciano De Sanzuane |
|    | Italia (bandiera) | A     | Alfredo Giuge       |
|    | Italia (bandiera) | A     | Aldo Gorini         |
|    | Italia (bandiera) | D     | Ignazio Lulich      |
|    | Italia (bandiera) | C     | Emilio Magrini      |
|    | Italia (bandiera) | C     | Vincenzo Migotti    |

| N. |                   | Ruolo | Calciatore            |
| -- | ----------------- | ----- | --------------------- |
|    | Italia (bandiera) | D     | Giovanni Mion         |
|    | Italia (bandiera) | D     | Mario Montesanto (I)  |
|    | Italia (bandiera) | A     | Lino Montesanto (II)  |
|    | Italia (bandiera) | C     | Arnaldo Novello       |
|    | Italia (bandiera) | A     | Giorgio Rossi         |
|    | Italia (bandiera) | P     | Filippo Sambo         |
|    | Italia (bandiera) | P     | Ferdinando Santarello |
|    | Italia (bandiera) | D     | Mario Signoretto      |
|    | Italia (bandiera) | A     | Fioravante Zanetti    |
|    | Italia (bandiera) | C     | Vittorio Zennaro      |

## Risultati

### Serie B

#### Girone di andata
| 6 ottobre 1929 1ª giornata | Fiumana | 2 – 0 A tav. | Venezia |  |

| Arbitro: | Dall'Era (Brescia) |

|                |           |             |
| Giuge 50’, 64’ | Marcatori | 3’ Lombatti |

| Arbitro: | Ciamberlini (Genova) |

|                                                                  |           |                |
| Bottaro 4’ Scategni 5’ Recalcati 41’ Rastelli 48’ Costantino 50’ | Marcatori | 84’ V. Bonello |

| Arbitro: | Scorzoni (Bologna) |

|                               |           |             |
| Greppi 30’ Guglielminotti 32’ | Marcatori | 84’ Carrera |

| Venezia 3 novembre 1929 5ª giornata | Venezia        | 0 – 0 | Legnano | Campo Sant'Elena\| Arbitro: \| Sani (Ferrara) \| |
| Arbitro:                            | Sani (Ferrara) |       |         |                                                  |

| Arbitro: | Enrietti (Torino) |

|  |           |                |
|  | Marcatori | 68’ V. Bonello |

| Arbitro: | Giulini (Lodi) |

|                        |           |               |
| Giuge 20’ G. Rossi 62’ | Marcatori | 66’ Marchetti |

| Arbitro: | Corradini (Bologna) |

|            |           |  |
| Ghidoni 9’ | Marcatori |  |

| Arbitro: | Turbiani (Ferrara) |

|           |           |                                      |
| Giuge 39’ | Marcatori | 13’ Marietti 58’ Mattea 60’ Demarchi |

| Arbitro: | Caironi (Milano) |

|            |           |             |
| D. Gay 31’ | Marcatori | 65’ Carrera |

| Arbitro: | Ciamberlini (Genova) |

|                                                             |           |                  |
| M. Montesanto 7’ Giuge 21’, 89’ G. Rossi 44’ V. Bonello 50’ | Marcatori | 34’ (rig.) Bosio |

| Arbitro: | Gonani (Ravenna) |

|  |           |             |
|  | Marcatori | 31’ Carrera |

| Arbitro: | Giulini (Lodi) |

|                                   |           |              |
| Frassoldati 44’, 71’ Civinini 81’ | Marcatori | 27’ G. Rossi |

| Arbitro: | Turriti (Firenze) |

|                                          |           |             |
| Gorini 41’ Carrera 50’ G. Rossi 69’, 80’ | Marcatori | 83’ Dalfini |

| Arbitro: | Casetta (Milano) |

|                                                             |           |          |
| Rivolo 12’ (rig.), 36’ Galluzzi 66’, 86’ Staffetta 77’, 88’ | Marcatori | 8’ Giuge |

| Arbitro: | D'Alessandro (Vercelli) |

|                        |           |                  |
| G. Rossi 9’ Gorini 43’ | Marcatori | 69’ R. Simonetti |

| Arbitro: | Biancone (Roma) |

|             |           |                            |
| Abriani 52’ | Marcatori | 15’ V. Bonello 53’ Carrera |

#### Girone di ritorno
| Arbitro: | Rovida (Milano) |

|              |           |  |
| G. Rossi 77’ | Marcatori |  |

| Arbitro: | Dall'Era (Brescia) |

|                                          |           |                       |
| Lombatti 5’, 62’ Gorla 16’ Bresciani 71’ | Marcatori | 32’ (rig.) A. Bianchi |

| Arbitro: | Mastellari (Bologna) |

|                                                  |           |             |
| Carrera 10’, 25’ V. Bonello 59’ Giuge 82’ (rig.) | Marcatori | 41’ Bottaro |

| Arbitro: | Brunelli (Bologna) |

|                                      |           |             |
| Mion 2’ Gorini 53’ L. Montesanto 79’ | Marcatori | 34’ Comello |

| Arbitro: | Beretta (Novi Ligure) |

|                                      |           |                |
| Silgich 28’ V. Rizzi 42’ Aliatis 87’ | Marcatori | 44’ V. Bonello |

| Arbitro: | Mazzini (Bologna) |

|                 |           |                 |
| Mion 30’ (rig.) | Marcatori | 22’ Chiaramello |

| Arbitro: | Tassinari (Firenze) |

|                                           |           |  |
| Ravetta 6’, 63’ Marchetti 55’ Mariani 73’ | Marcatori |  |

| Arbitro: | Mazzarini (Roma) |

|                                             |           |  |
| Gorini 42’, 78’ Giuge 48’ G. Rossi 74’, 83’ | Marcatori |  |

| Arbitro: | Dall'Era (Brescia) |

|                                                                                      |           |                          |
| Carrera 18’ (aut.) Signoretto 24’ (aut.) Patrucchi 44’, 69’ Gardini 51’ Demarchi 61’ | Marcatori | 22’, 53’ (rig.) G. Rossi |

| Arbitro: | Sani (Ferrara) |

|                                     |           |              |
| G. Rossi 30’ (rig.), 52’ Gorini 42’ | Marcatori | 79’ Gianelli |

| Arbitro: | P. Barlassina (Novara) |

|                   |           |                        |
| Cuttin 75’ (rig.) | Marcatori | 20’ Giuge 47’ G. Rossi |

| Arbitro: | Galassi (Torino) |

|            |           |                  |
| Gorini 31’ | Marcatori | 53’ F. Simonetti |

| Arbitro: | Scorzoni (Bologna) |

|            |           |  |
| Gorini 44’ | Marcatori |  |

| Arbitro: | Brighenti (Trento) |

|                                   |           |            |
| Biagini 35’ Banfi 37’ Patuzzi 83’ | Marcatori | 30’ Gorini |

| Arbitro: | Garbieri (Genova) |

|                                                            |           |               |
| G. Rossi 16’, 86’, 87’ Gorini 62’ V. Bonello 65’ Giuge 90’ | Marcatori | 50’ Staffetta |

| Arbitro: | Girelli (Verona) |

|             |           |  |
| Molinis 65’ | Marcatori |  |

| Arbitro: | Lupini (Bergamo) |

|                                      |           |                    |
| Migotti 3’ Gorini 45+1’ G. Rossi 83’ | Marcatori | 73’ (rig.) Miltone |

## Statistiche

### Statistiche di squadra
| Competizione | Punti | In casa | In casa | In casa | In casa | In casa | In casa | In trasferta | In trasferta | In trasferta | In trasferta | In trasferta | In trasferta | Totale | Totale | Totale | Totale | Totale | Totale | DR  |
| Competizione | Punti | G       | V       | N       | P       | Gf      | Gs      | G            | V            | N            | P            | Gf           | Gs           | G      | V      | N      | P      | Gf     | Gs     | DR  |
| ------------ | ----- | ------- | ------- | ------- | ------- | ------- | ------- | ------------ | ------------ | ------------ | ------------ | ------------ | ------------ | ------ | ------ | ------ | ------ | ------ | ------ | --- |
| Serie B      | 38    | 17      | 13      | 3       | 1       | 44      | 15      | 17           | 4            | 1            | 12           | 16           | 43           | 34     | 17     | 4      | 13     | 60     | 58     | + 2 |

### Statistiche dei giocatori
| Giocatore      | Serie B  | Serie B |
| Giocatore      | Presenze | Reti    |
| -------------- | -------- | ------- |
| A. Bianchi     | 31       | 1       |
| V. Bonello     | 32       | 7       |
| S. Carrera     | 31       | 7       |
| P. D'Este      | 5        | 0       |
| L. De Sanzuane | 1        | 0       |
| Gentile        | 1        | 0       |
| A. Giuge       | 32       | 11      |
| A. Gorini      | 31       | 11      |
| I. Lulich      | 12       | 0       |
| E. Magrini     | 1        | 0       |
| V. Migotti     | 12       | 1       |
| G. Mion        | 31       | 2       |
| M. Montesanto  | 23       | 1       |
| L.Montesanto   | 2        | 1       |
| A. Novello     | 6        | 0       |
| G. Rossi       | 31       | 18      |
| F.Sambo        | 28       | 0       |
| F. Santarello  | 4        | 0       |
| M. Signoretto  | 18       | 0       |
| F.Zanetti      | 3        | 0       |
| V. Zennaro     | 28       | 0       |